# Pireneitega neglecta
Pireneitega neglecta là một loài nhện trong họ Amaurobiidae.
Loài này thuộc chi Pireneitega. Pireneitega neglecta được Hsen Hsu Hu miêu tả năm 2001.